# Рендолф (округ, Західна Вірджинія)
Шаблон:StateAbbr_ 38°47′ пн. ш. 79°52′ зх. д. / 38.78° пн. ш. 79.87° зх. д.
Округ Рендолф (англ. Randolph County) — округ (графство) у штаті Західна Вірджинія, США. Ідентифікатор округу 54083.

## Історія
Округ утворений 1786 року.

## Демографія
За даними перепису 2000 року загальне населення округу становило 28262 осіб, зокрема міського населення було 9871, а сільського — 18391. Серед мешканців округу чоловіків було 14222, а жінок — 14040. В окрузі було 11072 домогосподарства, 7663 родин, які мешкали в 13478 будинках. Середній розмір родини становив 2,89.
Віковий розподіл населення поданий у таблиці:
| Стать    | До 15 років | 15-21 | 22-29 | 30-39 | 40-49 | 50-65 | 65-85 | Понад 85 |
| -------- | ----------- | ----- | ----- | ----- | ----- | ----- | ----- | -------- |
| Чоловіки | 2634        | 1403  | 1477  | 2201  | 2172  | 2589  | 1589  | 157      |
| Жінки    | 2506        | 1196  | 1318  | 1934  | 2080  | 2487  | 2100  | 419      |

## Суміжні округи
- Такер — північний схід
- Пендлтон — схід
- Покахонтас — південь
- Вебстер — південний захід
- Апшер — захід
- Барбур — північний захід

## Виноски
1. ↑  U.S. Decennial Census. United States Census Bureau. Процитовано 11 січня 2014.
2. ↑  Historical Census Browser. University of Virginia Library. Архів оригіналу за 11 серпня 2012. Процитовано 11 січня 2014.
3. ↑  Population of Counties by Decennial Census: 1900 to 1990. United States Census Bureau. Процитовано 11 січня 2014.
4. ↑  Census 2000 PHC-T-4. Ranking Tables for Counties: 1990 and 2000 (PDF). United States Census Bureau. Процитовано 11 січня 2014.
5. ↑  State & County QuickFacts. United States Census Bureau. Архів оригіналу за 7 червня 2011. Процитовано 11 січня 2014.(англ.) Наведено за англійською вікіпедією.
6. ↑  American FactFinder. Бюро перепису населення США. Архів оригіналу за 26 лютого 2012. Процитовано 31 січня 2008.

| США | Це незавершена стаття з географії США. Ви можете допомогти проєкту, виправивши або дописавши її. |